# Cottontoppen
Cottontoppen är en bergstopp i Antarktis. Den ligger i Östantarktis. Norge gör anspråk på området. Toppen på Cottontoppen är 2 170 meter över havet, eller 795 meter över den omgivande terrängen. Bredden vid basen är 8,4 km.
Terrängen runt Cottontoppen är kuperad åt sydost, men åt nordväst är den platt. Trakten är obefolkad. Det finns inga samhällen i närheten.